# John Leake
Pour les articles homonymes, voir Leake.
John Leake, né à Rotherhithe, le 4 juillet 1656 et décédé à Greenwich le 21 août 1720, est un officier de marine et homme politique britannique des XVIIe et XVIIIe siècles. Il fait toute sa carrière dans la Royal Navy et parvient au grade d'amiral. Il entre à la Chambres des Communes comme MP représentant Rochester entre 1708 et 1715.

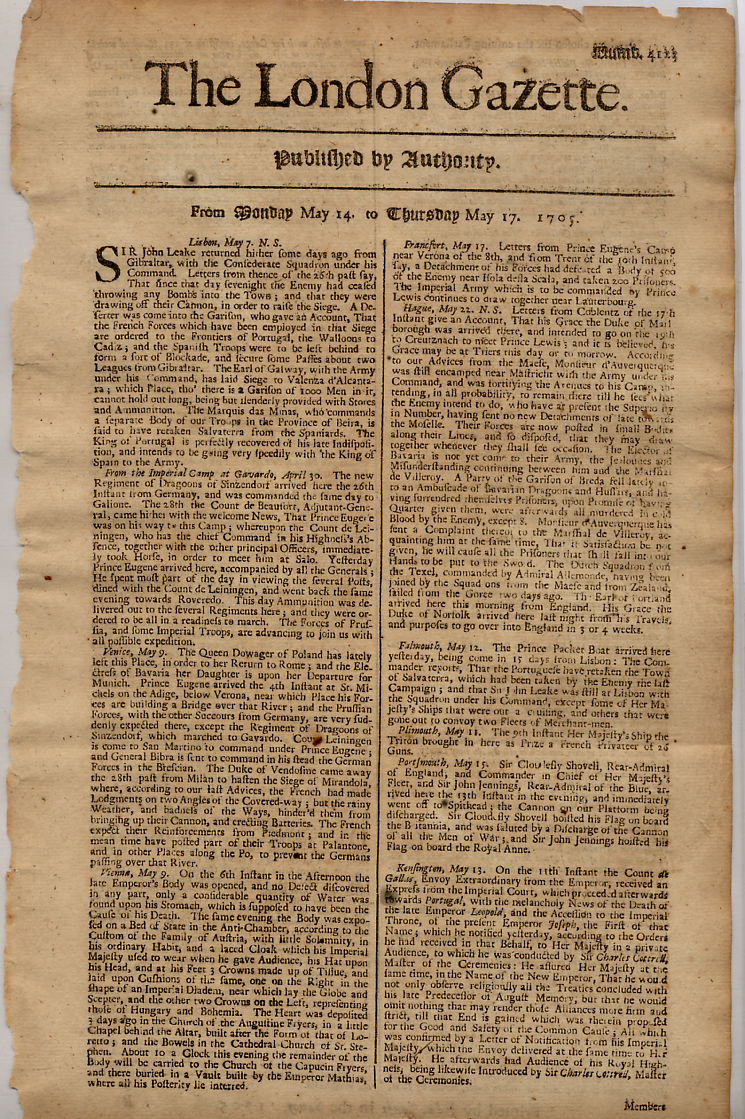
La London Gazette, datée du 14 mai 1705 détaillant le retour de Leake de Gibraltar après la bataille de Cabrita Point.

## Biographie

### Origines et débuts dans laRoyal Navy
Fils cadet de Richard Leake, maître artilleur, il épouse Christiane Hill, la fille du capitaine Richard Hill. En tant que capitaine, il se signala lors de nombreux engagements navals, entre autres lorsque, le 28 juillet 1689, il commanda le convoi qui força le barrage de Fort Culmore, ce qui permit de lever le siège de Londonderry.

### Guerre de la Ligue d'Augsbourg
Au cours de la guerre de la Ligue d'Augsbourg, il prit part à la bataille de Bantry Bay (1689), à la bataille du cap Béveziers (1690) et à la bataille de la Hougue (1692).

### Guerre de Succession d'Espagne
Peu après la déclaration de la guerre de Succession d'Espagne, Leake fut nommé capitaine de l'Exeter et quitta Plymouth pour Terre-Neuve avec huit navires le 22 juillet 1702 pour attaquer les ports et les navires français. Il captura ou détruisit 51 navires au cours de cette expédition, dont seize furent ramenés en Angleterre, six furent envoyés à Lisbonne, cinq à Saint-Jean de Terre-Neuve, l'un fut laissé pour tenir le port, et le dernier renvoyé en France avec les équipages qui avaient été capturés. Les 22 navires restants furent brûlés. Il détruisit également tous les villages français de Terre-Neuve.
À son retour en Angleterre, Leake fut promu contre-amiral et se vit proposer l'anoblissement, ce qu'il déclina. Au mois de mars suivant, il était promu Vice-amiral. En 1704 il fut dépêché en Méditerranée et prit part à la prise de Gibraltar sous les ordres de l'amiral George Rooke. Le mois suivant, il contribua à repousser une contre-attaque française, en tant que commandant de l'avant-garde du Prince George à la Bataille de Málaga.
Le 21 mars 1705, il repoussa un second assaut sur Gibraltar, et fut vainqueur du baron de Pointis à la bataille de Marbella également appelée « bataille de Cabrita Point ». Après ce coup d'éclat, le maréchal de Tessé abandonna le siège.
En 1706, les Français tentent de reprendre Barcelone, qui avait été enlevée en septembre 1705 par Cloudesley Shovell et Charles Mordaunt. Bien que Shovell soit rentré en Angleterre, John Leake, qui ne disposait plus que d'une escadre en Méditerranée, fait voile vers Barcelone ce qui suffit à provoquer le repli de la flotte qui bombardait le port : le siège est levé par les Français le 12 mai. Au retour, il bombarde Carthagène et Alicante, et s'empara de ces deux villes.
Il est promu amiral en 1707 et obtint la reddition de la Sardaigne le 15 août 1708. Le 29 septembre il achemina le corps expéditionnaire de James Stanhope, stationné à Barcelone, jusqu'à Minorque, participant ainsi à la prise de Port Mahon. Cette base anglaise fut le pivot de la stratégie anglaise ultérieure en Méditerranée.
Il est nommé Premier Lord de l'Amirauté en 1710. À l'avènement de George Ier, il tombe en disgrâce et se retira de la vie publique.
John Leake meurt à Greenwich le 21 août 1720 à l'âge de 64 ans. Il est inhumé dans l'église de Stepney. On l'a décrit comme un « homme vertueux, humain et chevaleresque, et l'un des plus grands amiraux de son temps ».[réf. nécessaire]

## Sources et bibliographie
- (en) Publications of the Navy Records Society 1893 – 2006 (Volumes 52 & 53, The Life of Sir John Leake, Vols. I & II, ed. Geoffrey Callender)